# Valve Hammer Editor
Valve Hammer Editor es un editor de mapas desarrollado por la compañía de videojuegos Valve para el motor Source (Anteriormente GoldSrc). Es utilizado en diversos juegos, principalmente los de la propia Valve (como Counter-Strike 1.6, Half-Life 2, Counter-Strike: Source, Team Fortress 2,  Portal, Left 4 Dead), aunque también es usado en  mods creados por estudios independientes (como Bloody Good Time, E.Y.E Divine Cybermancy, The Ship y Zeno Clash)
A partir del año 2011, poco después de que Team Fortress 2 haya optado por el modelo Free to Play, el Kit de desarrollo fue liberado para su uso gratuito.
Hammer Editor utiliza el modelo de bloques para la creación de los mapas (desde su primer uso al crear Half-Life el kit de desarrollo no ha cambiado demasiado).